# Stefan Airapetjan
Stefan Airapetjan (en arménien : Ստեֆան Հայրապետյան), également connu sous son seul prénom Stefan (parfois stylisé en capitales), est un auteur-compositeur-interprète estonien d'origine arménienne, né le 24 décembre 1997 à Viljandi en Estonie. À la suite de sa victoire à l'édition 2022 de l'Eesti Laul, il représente l'Estonie au Concours Eurovision de la chanson 2022, à Turin en Italie, avec sa chanson Hope. Il termine à la treizième place de la finale, totalisant 141 points.

## Jeunesse et débuts
Stefan Airapetjan naît le 24 décembre 1997 à Viljandi en Estonie, de parents arméniens. Il a une sœur nommée Stefania.

Il commence à chanter dès l'enfance, et participe à plusieurs concours de chant.

## Carrière
La première de ses quatre participations à l'Eesti Laul, sélection nationale estonienne pour le Concours Eurovision de la chanson, remonte à 2018. Il présente alors, au sein du duo Vajé, sa chanson Laura (Walk with Me). Se qualifiant pour la finale puis pour la superfinale, le duo termine à la troisième place, derrière Stig Rästa et la gagnante Elina Nechayeva.

Il retente sa chance l'année suivante, en 2019, en solo cette fois, avec sa chanson Without You. Il se qualifie là aussi pour la finale où, plébiscité par le jury, il termine troisième à l'issue de la superfinale, derrière Uku Suviste et le vainqueur Victor Crone.

Il participe à l'édition 2020, avec sa chanson By My Side, où il se classe septième en finale.

Toujours en 2020, il remporte la première saison de Maskis Laulja, la version estonienne de Masked Singer, dans le costume du Bélier (estonien : Jäär).

En 2022, il participe une quatrième fois à la compétition, avec sa chanson Hope, et en sort vainqueur. De ce fait, il représente l'Estonie au Concours Eurovision de la chanson 2022, qui aura lieu à Turin en Italie,.

### À l'Eurovision
Stefan participe à la seconde demi-finale du Concours, le jeudi 14 mai, et est le douzième à monter sur scène (sur dix-huit participants). À l'issue de celle-ci, il se qualifie pour la finale du samedi 14 mai, terminant cinquième avec 209 points.

Lors de la finale, il est le vingt-cinquième et dernier à présenter sa chanson. Il termine à la treizième place, avec 141 points (43 du jury et 98 du public, parmi lesquels 12 points du public arménien).

## Vie privée
Le 28 décembre 2022, sa compagne, Victoria Koitsaar, donne naissance à leur premier enfant, une fille prénommée Maya. 

## Discographie

### Singles

#### En tant qu'artiste principal
- 2018: Without You
- 2019: Better Days
- 2019: We'll Be Fine
- 2019: By My Side
- 2020: Oh My God
- 2020: Let Me Know
- 2021: Doomino (avec Liis Lemsalu)
- 2021: Hope

#### En tant qu'artiste invité
- 2021: Headlights (Wateva ft. Stefan)

#### En tant que membre de Vajé
- 2017: Soldier
- 2018: Laura (Walk with Me)
- 2018: Home